# 上科曹
上科曹是德国巴伐利亚州的一个市镇。总面积21.51平方公里，总人口5501人，其中男性2681人，女性2820人（2011年12月31日），人口密度256人/平方公里。